# De grønne slagtere
De grønne slagtere er en dansk komediefilm fra 2003, skrevet og instrueret af Anders Thomas Jensen.

## Handling
Vennerne Bjarne (Nikolaj Lie Kaas) og Svend (Mads Mikkelsen) åbner deres egen slagterforretning, da de vil undgå den ondskabsfulde Holger (Ole Thestrup). De udvikler en madret ved navn "kyllerylle", der er alt andet end ko og gris, men som får mere opmærksomhed end Holgers kronhjortepølse.

## Medvirkende
- Nikolaj Lie Kaas som Bjarne/Eigil
- Mads Mikkelsen som Svend
- Line Kruse som Astrid
- Ole Thestrup som Holger
- Bodil Jørgensen Tina
- Lily Weiding som Juul
- Nicolas Bro som Hus-Hans
- Camilla Bendix som Beate
- Aksel Erhardsen som Pastor Villumsen
- Elsebeth Steentoft som Ingrid
- Peter Reichhardt som sundhedskontrollant
- Kjeld Nørgaard som sundhedskontrollant
- Jacob Cedergren som sundhedskontrollant
- Kristian Halken som sundhedskontrollant
- Lars Ranthe som kunde
- Mia Lyhne som journalist
- Mikkel Vadsholt som elinstallatør
- Tomas Villum Jensen som håndværker
- Jeppe Kaas som en af musikerne